# Bewegen Op Muziek
Bewegen Op Muziek of BOMmen is een term die gebruikt wordt voor een serie van verscheidene lichamelijke oefeningen die gedaan worden op muziek. De oefeningen worden beoefend door een groep mensen waarbij een persoon de groep leidt door centraal de oefeningen voor te doen. De rest van de groep doet de oefeningen direct mee.
De oefeningen zijn gericht op het verbeteren van conditie, kracht en coördinatie. De beoefende oefeningen variëren van been- en armspieroefeningen tot buik- en rugspieroefeningen die zowel rennend, staand, zittend als liggend beoefend worden. Ook worden vaak aan het begin en eind van het BOMmen rekoefeningen gedaan. Een BOM training duurt gebruikelijk een uurtje.
BOMmen is een populaire oefening onder studenten. Veel studentensportverenigingen of sportorganisaties organiseren op verscheidene tijden in de week BOM-uurtjes waarop leden van de vereniging of organisatie gratis mee kunnen doen.